# Мандрыкин, Александр Васильевич
 Александр Васильевич Мандрыкин  (6 августа 1855 — ?) — журналист, писатель.

## Биография
Сын губернского секретаря. Родился 6 августа 1855 года в Бахмуте Екатеринославской губернии. Первоначальное образование получил в Славянском приходском училище, а затем с 1868 по 1873 год, учился в 1-й Харьковской гимназии. 20 января 1875 года поступил на службу в Славянский городской банк на должность помощника бухгалтера.
С 1 февраля 1881 по 20 января 1895 года, по избранию Славянской городской думы, был городским секретарем, исполняя в то же время обязанности секретаря городского сиротского суда. В тот же период с 1881 по 1896 год два четырёхлетия состоял гласным городской думы, членом управления Славянских минеральных вод, членом постоянной комиссии по обревизованию Славянского городского общественного банка, членом-секретарем комиссии по народному образованию, членом-секретарем железнодорожной комиссии.
Кроме того на правах члена, он участвовал во многих других комиссиях и был избран депутатом от города при производстве правительственной ревизии городского банка. 4 сентября 1896 года занял должность секретаря Изюмской уездной земской управы. В Славянске состоял членом правления комитета грамотности.
22 апреля 1883 года утвержден в звании действительного члена Славянского отделения Харьковского благотворительного общества и исполнял обязанности секретаря отделения. Был одним из учредителей общества пособия недостаточным учащимся в городских учебных заведениях Славянска и со времени учреждения общества в течение десяти лет состоял по избранию членом правления, исполняя обязанности секретаря.
В 1901 году принимал участие в устройстве земской сельскохозяйственной и кустарно-промышленной выставки, состоял секретарем её комитета, который поручил ему организацию этой выставки. В 1902 году участвовал в работах Изюмского уездного комитета о нуждах сельскохозяйственной промышленности и был избран секретарем комитета.
19 февраля 1904 года назначен состоять делопроизводителем Изюмского местного управления Российского общества Красного Креста.

## Труды
- Неудачный брак. Роман. 1875.
- Вояж с приключениями. 1874.
- Из записок проезжого. 1874.
- Клад (Быль). 1879.
- Мыши (Рассказ). 1898.
- Беспокойная покойница. Рассказ. 1898.
- Солёная промышленность в Харьковской и Екатеринославской губернии. 1877.
- Заводская промышленность в Славянске. 1878.
- Славянские минеральные воды (19 писем).
- Из поездки на Парижскую выставку.1900
- Славянские минеральные воды (юбилейный очерк 1902).
- Из хронологии Славянских минеральных вод. 1903
- Сборник справочных сведении и объявлении Славянских минеральных вод Славянска 1880.
- Путеводитель к Славянским миинеральным водам. 1885.
- Очерк полувекой деятельности Славянского отделения Харьковского благотворительного общества. 1896.
- Славянские минеральные воды. 1896.
- Сельскохозяйственная и кустарно-промышленная выставка 1901 года в Славянске. 1902.